# Ayr Airport
Ayr Airport är en flygplats i Australien. Den ligger i kommunen Burdekin och delstaten Queensland, omkring 1 100 kilometer nordväst om delstatshuvudstaden Brisbane.
Runt Ayr Airport är det mycket glesbefolkat, med 4 invånare per kvadratkilometer.. Närmaste större samhälle är Ayr, nära Ayr Airport.
Omgivningarna runt Ayr Airport är en mosaik av jordbruksmark och naturlig växtlighet. Genomsnittlig årsnederbörd är 1 014 millimeter. Den regnigaste månaden är mars, med i genomsnitt 238 mm nederbörd, och den torraste är september, med 1 mm nederbörd.